# Červená Řečice
Červená Řečice (deutsch Roth Retschitz, auch Rothrecitz) ist eine Stadt in Tschechien. Sie liegt zwölf Kilometer nördlich von Pelhřimov und gehört zum Okres Pelhřimov.

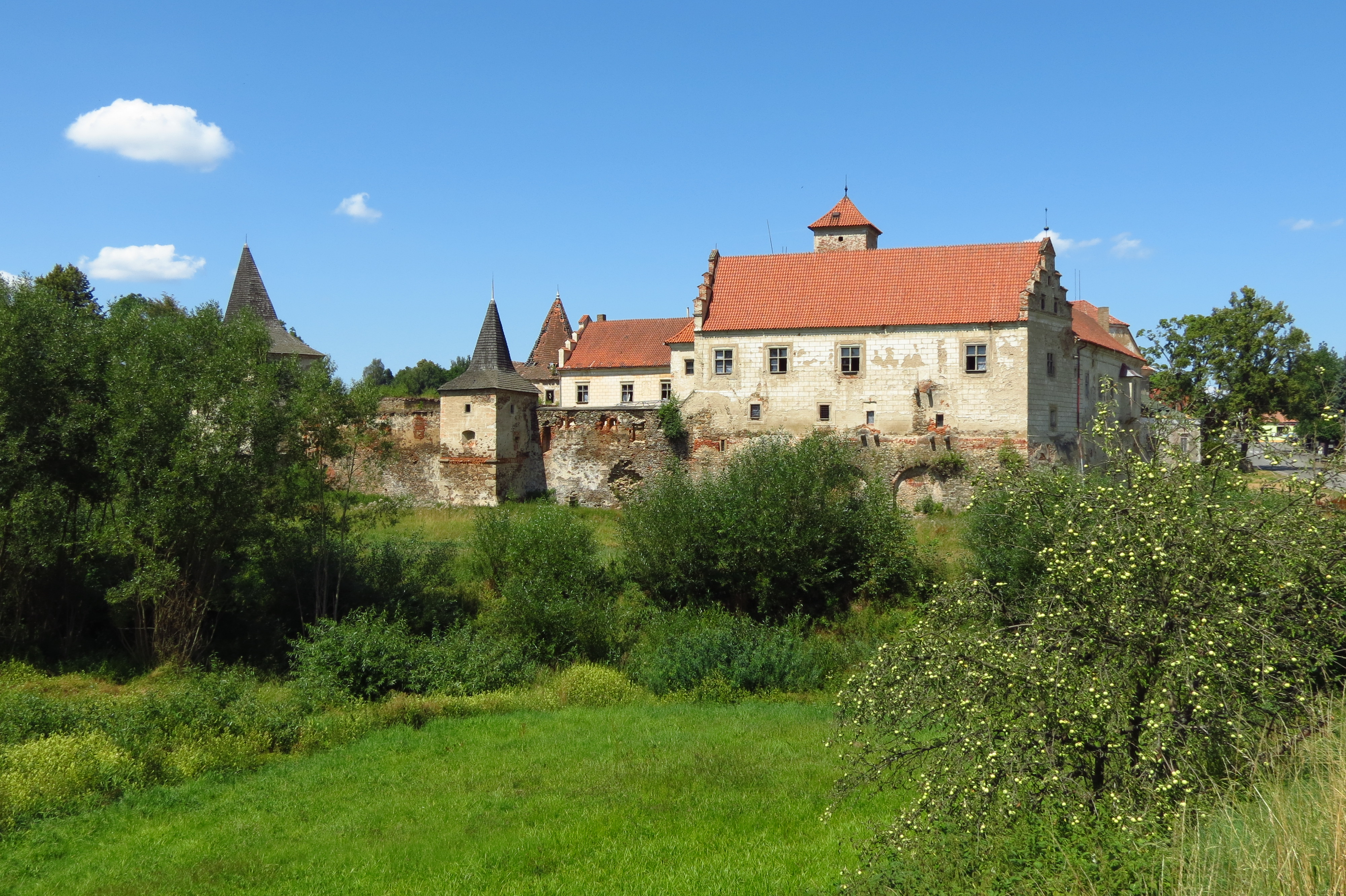
Schloss in Červená Řečice

## Geographie
Červená Řečice befindet sich rechtsseitig über dem Tal der Trnávka in der Böhmisch-Mährischen Höhe. Östlich der Stadt liegt die Talsperre Želiv.
Nachbarorte sind Křelovice im Norden, Poříčí, Bolechov und Želiv im Nordosten, Brtná und Haštal im Osten, Popelištná und Zmišovice im Südosten, Bácovice im Süden, Zádolí, Milotičky und Mašovice im Südwesten, Rovná im Westen sowie Arneštovice im Nordwesten.

## Geschichte
Nachdem Vladislav II. 1144 die Gegend östlich von Chýnov bis zur mährischen Grenze dem Bistum Prag überlassen hatte, erfolgte die Anlegung einer Feste als Verwaltungssitz für die neu erworbenen Gebiete. Um diese später zu einer Burg erweiterte Feste entstand der seit 1283 urkundlich belegte Markt Řečice.
Während der Amtszeit Tobias von Bechins erfolgte ein Ausbau der Herrschaft Řečice. Der Bischof holte deutsche Siedler ins Land und übergab ihnen Grund und Boden als Emphyteuse. Unter Johann Očko von Wlašim wurden Biskupská Řečice 1378 die Stadtrechte verliehen. 1379 umfasste die Herrschaft Řečice 93 Dörfer, zudem befanden sich im Gau Řečice 23 Freisassengüter (Nápravníci). Nach dem Stadtbrand von 1384 wurde Pelhřimov zum Hauptzentrum der bischöflichen Herrschaft ausgebaut. Řečice wurde Sitz eines Vogtes, der die nähere Umgebung verwaltete.
Nach dem Wiederaufbau bestätigte Zbynko Zajíc von Hasenburg 1406 die Stadtrechte. 1415 verpfändete Konrad von Vechta die Herrschaft Pelhřimov einschließlich Řečice an Jan von Chotěmice. 1422 eroberten während der Hussitenkriege die Taboriten Řečice. Nachfolgend gehörte die Herrschaft verschiedenen Adelsgeschlechtern.
1436 erwarb sie Mikuláš Trčka von Lípa, nach dessen Tode fiel sie an die Hofkammer zurück und wurde 1454 in die Herrschaften Řečice und Pelhřimov aufgeteilt. Besitzer von Řečice wurde der Witigone Heinrich von Stráž. Nach mehreren Besitzerwechseln erwarben
1496 die Herren von Leskovec Řečice. Unter den Söhnen Christophs von Leskovec, Sebastian und Vlachyn, erfolgte 1543 eine erneute Teilung, bei der die Herrschaft Rychnov abgetrennt wurde.
1558 erhielt Sebastian von Leskovec die Herrschaft auch erblich verliehen, dabei wurde sie erstmals als Červená Řečice bezeichnet. 1560 begann der Umbau der Burg zum Renaissanceschloss. 1593 erwarben die Říčanský von Říčany Červená Řečice. Nach der Schlacht am Weißen Berg wurde 1623 der Besitz von Jan Říčanský konfisziert und Erzbischof Ernst Adalbert von Harrach holte ihn zum Prager Erzbistum zurück. Während des Dreißigjährigen Krieges plünderten die Schweden 1645 die Stadt. 1669 brannte Červená Řečice vollständig nieder. Der Wiederaufbau erfolgte an neuer Stelle direkt unterhalb des Schlosses.
Nach der Ablösung der Patrimonialherrschaften kam Červená Řečice 1850 zum Bezirk Pelhřimov. 1903 entstand in der Stadt eine Stärkefabrik. Nach dem Zweiten Weltkrieg wurden die Stadtrechte für Červená Řečice nicht erneuert. 1948 erfolgte die Verstaatlichung des Schlosses, dass sich bis dahin im Besitz des Prager Erzbistums befand. In den 1970er Jahren wurde im Schloss das Bezirksarchiv des Okres Pelhřimov untergebracht.
Nach der samtenen Revolution wurden die Stadtrechte wiederhergestellt. Das Zentrum von Červená Řečice ist seit 2003 städtische Denkmalszone.

## Gemeindegliederung
Červená Řečice besteht aus den Ortsteilen Červená Řečice (Roth Retschitz), Milotičky (Milotitz), Popelištná (Popelischna), Těchoraz (Tiechoras) und Zmišovice (Smischowitz), die zugleich auch Katastralbezirke bilden.

## Sehenswürdigkeiten
- Schloss Červená Řečice
- barocke Pfarrkirche der Hl. Maria Magdalena, das ehemals gotische Bauwerk wurde zwischen 1732 und 1734 barock umgestaltet
- Statue des Hl. Johannes von Nepomuk
- Statue der Jungfrau Maria
- Pfarrhaus
- Marterlsäule